# Vendetta Fight Nights
Vendetta Fight Nights ist eine österreichische Mixed-Martial-Arts-Vereinigung mit Hauptsitz in Wien. Sie ist der größte MMA-Veranstalter und Marktführer in Österreich. Die Organisation wird von der Vendetta Sports Events GmbH veranstaltet.

## Entstehung
Die erste Veranstaltung der Vendetta Series fand am 10. September 2011 in Wien statt. Davor wurden mehrere Veranstaltungen unter dem Namen Ultimate Cage Fighters organisiert. Die erste Ultimate-Cage-Fighters-Veranstaltung wurde in Form eines KO-Turniers mit einem für österreichische Verhältnisse bemerkenswerten Preisgeld von 20.000 Euro am 4. April 2009 abgehalten. Nicht nur das hohe Preisgeld hat ein großes Echo in der Wiener MMA-Szene hinterlassen. Gleichzeitig handelte es sich um eine Premiere, da erstmals in Wien in einem Octagon gekämpft wurde.
Mittlerweile veranstaltet die Vendetta Sports Events GmbH ihre Vendetta Fights Nights neben Wien in Ungarn (Györ, Szombately) und der Türkei (Istanbul). In der Vergangenheit wurde auch ein Event in Italien organisiert. Somit ist Vendetta ein international bekannter Name und zählt in Europa zu den wenigen als professionell zu bezeichnenden Kampfsportveranstaltern.

## Gründer
Gegründet wurde Vendetta Fight Nights von Bülent Saglam, einem ehemaligen MMA-Kämpfer aus Wien. Durch seinen Verein Iron Fist Gym konnte Bülent ein großes Netzwerk in der Kampfsportszene aufbauen und hatte innerhalb kürzester Zeit Kontakte zu allen namhaften Kämpfern in Österreich sowie Mittel- und Osteuropa. Bülent arbeitete sehr eng mit den Pionieren des MMA-Sports und Vorstandsmitgliedern des österreichischen MMA-Verbandes, den Ettl-Brüdern zusammen.

## Regeln
Bei den Vendetta Fight Nights wird bei MMA-Kämpfen nach Regeln der International Mixed Martial Arts Federation (IMMAF) gekämpft. Bei Kämpfen der K1-Disziplin orientiert man sich an den Regeln der World Kickboxing Federation (WKF).